# Toxomerus costalis
Toxomerus costalis är en tvåvingeart som först beskrevs av Christian Rudolph Wilhelm Wiedemann 1830.  Toxomerus costalis ingår i släktet Toxomerus och familjen blomflugor.
Artens utbredningsområde är Surinam. Inga underarter finns listade i Catalogue of Life.